# 抱树莲
抱树莲（学名：Drymoglossum piloselloides）为水龙骨科抱树莲属下的一个种。